# کیست کاذب
کیست کاذب‌ها مانند کیست‌ها هستند، اما سلول‌های اپیتلیال یا اندوتلیال ندارند. مدیریت اولیه شامل مراقبتهای حمایتی عمومی است. علائم و عوارض ناشی از کیست‌های کاذب نیاز به جراحی دارد. از اسکن توموگرافی (CT) برای تصویربرداری اولیه از کیست‌ها و از سونوگرافی آندوسکوپیک در تمایز بین کیست‌ها و کاذب کاستی‌ها استفاده می‌شود. درناژ آندوسکوپی یک روش محبوب و مؤثر در درمان کیست‌های کاذب است.
این امر نباید با اصطلاح «ظاهر شبه سیستیک»، عمدتاً از نظر رادیوگرافی، در سایر ضایعات مانند کیست استاتیک استخوان استافن و کیست آنوریسم استخوان فک اشتباه گرفته شود.

## علائم و نشانه‌ها
سودوسیست‌ها اغلب بدون علامت هستند. علائم در شبه کیست‌های بزرگتر شایع است، اگرچه اندازه و زمان موجود معمولاً شاخص‌های ضعیفی برای عوارض احتمالی نیستند.
کیست‌های شبه لوزالمعده ممکن است باعث درد شکم، حالت تهوع و استفراغ، احساس نفخ و مشکل در خوردن یا هضم غذا شود. همچنین ممکن است عفونت کرده، پاره شوند یا بخشی از روده را مسدود کنند. بندرت، کیست کاذب آلوده باعث زردی یا سپسیس می‌شود.
کیست‌های شبه مدیاستین، یک شکل نادر کاذب کیست لوزالمعده در شکم، ممکن است باعث دیسفاژی، تنگی نفس، انسداد راه‌های هوایی یا تامپوناد قلب شود.
کیست‌های شبه آدرنال ممکن است همراه با علائم مختلف دستگاه گوارش مانند حالت تهوع، استفراغ و یبوست باعث درد شکم شود.